# Agave potatorum
Agave potatorum, és una espècie de planta fanerògama. petita i atractiva pertanyent a la família Agavaceae. Curiosament en valenciá a part d'atzavara se li deia fil i agulla, almenys el 1576 segons l'obra en llatí editada a Amberes, per Carolus Clusius on diu textualment: "Valentini fil i agulla vocabant". Ho recullen també Gaspar Escolano a la seva obra el 1610, John Parkinson al 1640. i Gaspard Bauhin al 1634.

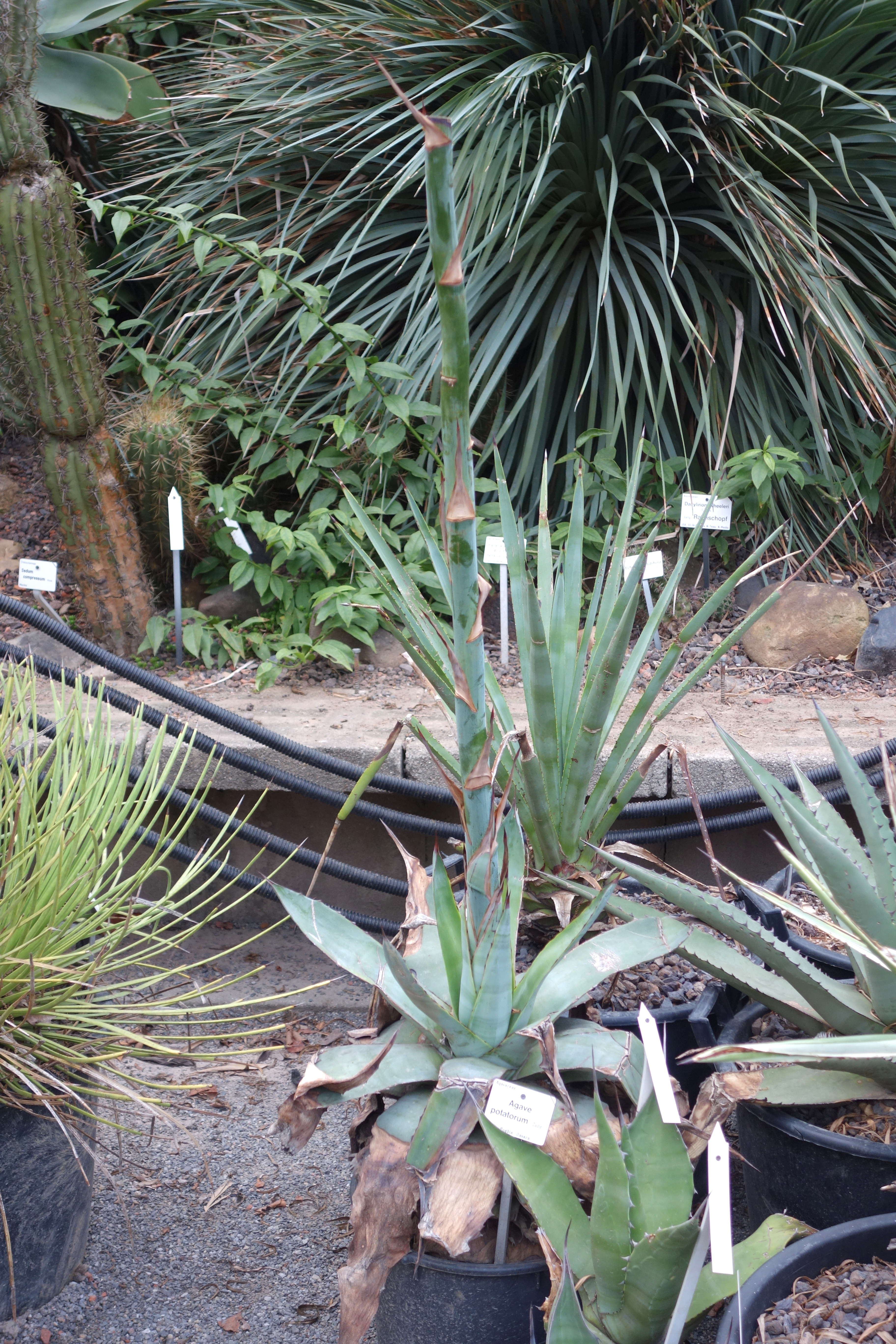
Vista de la planta

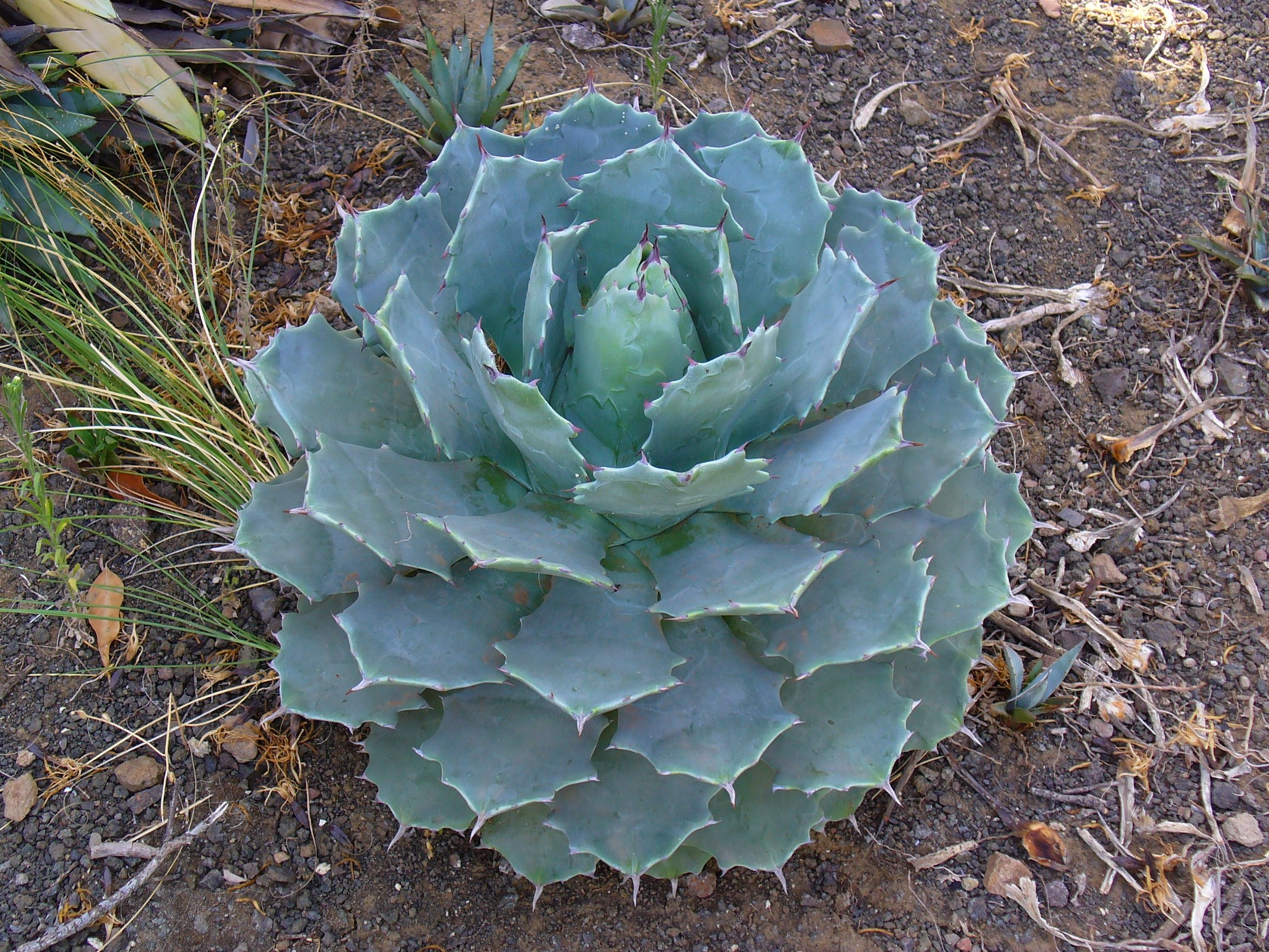
Roseta de fulles

## Distribució
Agave potatorum és nativa de les zones desèrtiques parcials de Mèxic, des de Puebla fins al sud d'Oaxaca.

## Descripció
Agave potatorum creix com una roseta basal de 30 a 80 fulles planes amb forma d'espàtules de fins 25 cm de llarg i amb una vora de serrells curts i afilats, amb espines fosques que acaba en una agulla de fins a 4 cm de llarg. Les fulles són de color blanc platejat, amb la carn de color lila amb una decoloració de verd a rosat a les puntes. La tija floral pot ser des de 2,5 fins a 5 m de llarg quan està completament desenvolupada amb pàl·lides flors verdes i grogues.

## Taxonomia
Agave atrovirens va ser descrita per Joseph Gerhard Zuccarini i publicada a Nova Acta Physico-medica Academiae Caesareae Leopoldino-Carolinae Naturae Curiosorum Exhibentia Ephemerides sive Observationes Historias et Experimenta 16(2): 674–675. 1833.
Etimologia
Agave: nom genèric que va ser donat a conèixer científicament el 1753 pel naturalista suec Carl von Linné, qui el va prendre del grec Agavos. En la mitologia grega, Ágave era una mènade filla de Cadmo, rei de Tebes que, al capdavant d'una munió de Bacants, va assassinar al seu fill Penteu, successor de Cadme en el tron. La paraula agave al·ludeix, doncs, a alguna cosa admirable o noble.

Potatorum: epítet
Sinonímia
- Agave amoena Lem. ex Jacobi
- Agave auricantha Baker
- Agave elegans Salm-Dyck
- Agave latifolia Karw. ex Salm-Dyck
- Agave pulchra Salm-Dyck
- Agave quadrata Lem.
- Agave saundersii Hook.f.
- Agave schnittspahnii Jacobi
- Agave scolymus Karw. ex Salm-Dyck
- Agave verschaffeltii Lem. ex Jacobi
- Agave verschaffeltii Lem.[7]